# Confederazione di Varsavia

Carta originaria della Confederazione di Varsavia

La Confederazione di Varsavia, firmata il 28 gennaio 1573 dall'assemblea nazionale polacca (sejm konwokacyjny) nell'omonima città, fu uno dei primi atti europei a concedere la libertà di religione. 
Si tratta di uno sviluppo importante nella storia della Polonia e della Lituania grazie al quale la tolleranza religiosa venne estesa alla nobiltà e alle persone libere all'interno della Confederazione polacco-lituana ed è considerato l'inizio formale della libertà religiosa nella stessa Confederazione. Sebbene non abbia impedito del tutto i conflitti religiosi, rese la Confederazione un luogo molto più sicuro e tollerante rispetto alla maggior parte dell'Europa del tempo, specialmente durante la successiva Guerra dei Trent'anni.